# Titus Manlius Torquatus (consul en -165)
Pour les articles homonymes, voir Titus Manlius Torquatus.
Titus Manlius Torquatus (né avant 208 et mort après 133 av. J.-C.) est un homme politique de la République romaine, devenu consul en 165 av. J.-C. Issu d'une famille importante, il a cherché à imiter la sévérité légendaire de ses ancêtres, notamment en forçant son fils à se suicider après avoir été accusé de corruption. Il est également actif dans les affaires diplomatiques ; il est notamment ambassadeur en Égypte en 162 av. J.-C., dans le cadre d'une mission visant à soutenir les revendications de Ptolémée VIII Physcon sur Chypre.

## Antécédents familiaux

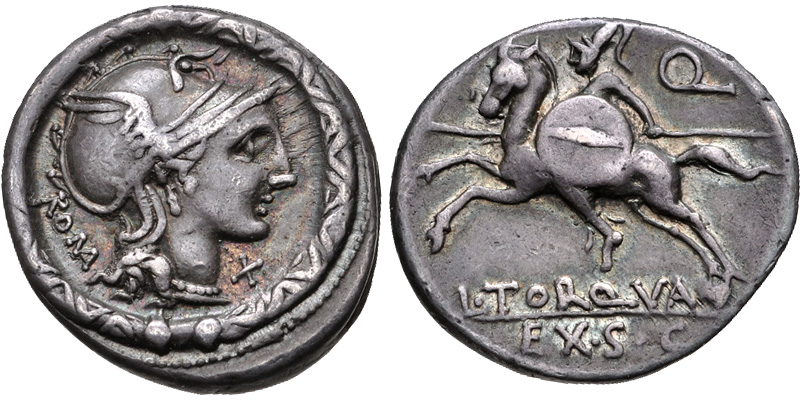
Denier de Lucius Manlius Torquatus, petit-fils de Titus, 113-112 av. J.-C. L'avers représente la tête de Roma dans un torque, l'emblème des Manlii Torquati. Le revers représente un guerrier chargeant au combat à cheval, sous la lettre « Q », signifiant la questure de Torquatus.

Titus est né avant 208 dans la gens patricienne des Manlii, l'une des gentes les plus importantes de la République. Les membres de la famille avaient occupé le consulat 18 fois et le tribunat consulaire 14 fois avant lui. Son père Aulus a été tué en 208 av. J.-C. aux côtés du grand Marcus Claudius Marcellus pendant la deuxième guerre punique à un âge précoce,. Cependant son grand-père Titus fut deux fois consul en 235 et 224, censeur en 231 et dictateur en 208. Il était connu pour sa sévérité, notamment en refusant de rançonner les soldats romains capturés par Hannibal après la bataille de Cannes, et en rejetant brusquement l'admission d'alliés latins au Sénat.
Titus avait un jeune frère nommé Aulus, qui était également consul en 164. Bien que dans la convention de dénomination romaine, le fils aîné recevait traditionnellement le prénom de son père, Aulus dans ce cas, Titus a reçu le nom de son grand-père.
Le surnom Torquatus a été reçu pour la première fois par l'ancêtre de Titus Titus Manlius Imperiosus en 361 après avoir vaincu un Gaulois en combat singulier et pris son torque comme trophée. Le torque devient alors l'emblème de la famille, dont les membres le mettent fièrement sur les pièces de monnaie qu'ils frappent. Imperiosus Torquatus était lui aussi célèbre pour sa sévérité ; il avait tué son propre fils qui lui avait désobéi au cours d'une bataille,.

## Carrière
La carrière de Titus n'est pas connue avant son consulat, mais l'historien allemand Friedrich Münzer a suggéré qu'il était préteur en 170, une année avec une lacune dans le manuscrit de Tite-Live,,. La même année, il devint membre du Collège des pontifes — fonction religieuse — que son grand-père avait également occupé,. Il était en outre un éminent juriste en droit civil et religieux, bien qu'il n'ait pas écrit de livres,,.
Il est élu consul en 165, avec Gnaeus Octavius. Titus est décrit comme consul postérieur par Tite-Live, ce qui signifie que l'Assemblée des Centuriates l'a élu après Octavius. Cependant, dans les Fasti Capitolini - la liste des consuls établie sous Auguste - Titus est promu à la première place, probablement parce que son arrière-arrière-petit-fils était membre du Collège des pontifes, chargé d'établir les Fastes. À cette époque, l'empereur Auguste tentait également de faire revivre plusieurs maisons patriciennes distinguées et soutenait donc leur mise en valeur dans les Fastes. Le collègue de Titus, Octavius, n'était pas un ancêtre direct d'Auguste, bien qu'issu de la même gens. En dépit d'être un homo novus, Octavius était déjà célèbre au moment de son élection, car il avait dirigé la marine romaine pendant la troisième guerre macédonienne, pour laquelle il a remporté un triomphe en 167.
Malheureusement, la politique de Titus et d'Octave en tant que consuls est complètement inconnue car le manuscrit de Tite-Live se termine brusquement juste avant le récit de leur consulat. Aucun autre auteur ancien ne mentionne leurs actes, bien que Julius Obsequens dise qu'ils ont dû faire face à une épidémie de peste à Rome. Titus a très probablement utilisé son consulat pour assurer l'élection de son frère l'année suivante.
Après son consulat, Titus a été impliqué dans les affaires diplomatiques. Il est mentionné comme légat de Syrie en 164 dans une lettre aux Juifs approuvant les concessions faites par le régent séleucide Lysias aux Juifs. Cependant, cette lettre - reproduite dans le Deuxième Livre des Maccabées - a été considérée comme apocryphe car elle est datée selon l'ère séleucide et aucune source romaine ne soutient cet événement,,,. Münzer rejette l'identification avec le consul de 165, mais mentionne qu'il pourrait s'agir de son fils, préteur dans les années 130.
En 162, Ptolémée VIII Physcon se rendit à Rome pour contester la partition du royaume ptolémaïque avec son frère aîné Ptolémée VI Philometor, et demanda au Sénat de soutenir sa revendication sur Chypre. Le Sénat accepta et envoya comme légats à Chypre Gnaeus Cornelius Merula et Titus Torquatus, avec pour mission de soutenir la revendication de Physcon sur l'île, tout en empêchant une guerre entre les frères. Polybe pensait que les Romains voulaient éviter la menace d'un royaume ptolémaïque unifié, et a donc soutenu les revendications de Physcon. À Rhodes, Titus a réussi à convaincre Physcon d'abandonner son projet de conquête de Chypre, afin qu'il puisse plutôt se rendre à Alexandrie afin de négocier un règlement pacifique avec Philometor. Cependant, la Cyrénaïque - sous le contrôle de Physcon - s'est rebellée juste après que Titus eut quitté le jeune Ptolémée. Cela a incité le retour de Physcon en Afrique pour réprimer la révolte et la fin des pourparlers entre Titus et l'aîné Ptolémée. L'ambassade se solde donc par un échec,. À leur retour à Rome, Titus et Merula ont parlé en faveur de Physcon au Sénat, ce qui a entraîné l'expulsion des envoyés de Philometor,.
En 161, Titus rédigea le Sénatus-consulte sur un différend territorial entre les deux villes grecques de Magnésie et de Priène en Asie. L'inscription a été initialement lue « Mallius » et datée de 143, mais les historiens modernes ont suggéré de lire Manlius avec la date antérieure, bien que seul Walbank fasse le lien avec le consul de 165,,,,,,.
Titus était peut-être encore en vie en 133, car Plutarque rapporte que le tribun de la plèbe Tiberius Sempronius Gracchus a été supplié par deux ex-consuls respectés - « Manlius et Fulvius » - de régler son différend avec l'autre tribun Marcus Octavius au Sénat. Tiberius y consentit par respect pour eux, mais la séance du sénat n'aboutit à rien. Il y avait plusieurs Fulvii consulaires vivants, mais un seul Manlius, le consul de 165. Cependant, le manuscrit de Plutarque pourrait se lire comme Manilius, auquel cas il ferait référence à Manius Manilius, consul en 149.
Après les deux consulats de Titus et de son frère Aulus, les Torquati connurent une période d'obscurité et durent attendre un siècle avant qu'un autre membre de la famille ne redevienne consul.

## Procès de son fils (140av. J.-C.)
Titus avait au moins deux fils, l'aîné s'appelait Titus. Il était préteur vers 136, mais sa carrière fut interrompue par sa défaite contre Eunus lors de la première guerre servile,. Le deuxième fils fut donné pour adoption à Decimus Junius Silanus, un sénateur respecté connu pour avoir traduit l'ouvrage de Magon sur l'agriculture en latin,. Ce deuxième fils prit donc le nom de son père adoptif et devint Decimus Junius Silanus Manlianus. C'est le premier cas enregistré d'un patricien adopté dans une famille plébéienne.
Manlianus était préteur en Macédoine en 141, ou peut-être 142,,. Après avoir été accusé de corruption par des envoyés macédoniens, Titus — son père naturel — demanda au Sénat l'autorisation de juger son fils en privé dans sa maison avant que l'enquête puisse avoir lieu. Puisque Titus était un expert en droit et un consulaire principal, le sénat et la délégation macédonienne lui ont permis de le faire,. Après un procès de trois jours, il a reconnu son fils coupable et l'a banni de sa vue. La sentence n'était pas juridiquement contraignante, mais le code d'honneur de la famille obligeait Manlianus à se pendre la nuit suivante,,. Titus a refusé d'assister aux funérailles de son fils et a ostensiblement montré son désintérêt au passage du cortège funèbre. Valerius Maximus note que le masque mortuaire d'Imperiosus Torquatus - qui avait tué son fils - était bien en vue dans la maison de Titus et inspirait sa sévérité envers son propre fils,. L'affaire a eu lieu à la suite de la Lex Calpurnia (adoptée en 149), qui a organisé la poursuite des gouverneurs romains pour extorsion pendant leur mandat, mais sa résolution par un tribunal privé est peut-être unique dans l'histoire romaine.
Afin d'effacer la mémoire de son fils, Titus aurait eu un troisième fils à un âge avancé, nommé Aulus. Ce fils hypothétique aurait pu être le père d'Aulus Manlius Torquatus, préteur en 70.

### Ouvrages anciens
- Deuxième Livre des Maccabées.
- Cicéron, De finibus bonorum et malorum.
- Tite-Live, Ab Urbe condita libri, Periochae.
- Julius Obsequens, Liber Prodigiorum.
- Pline l'Ancien), Histoire naturelle.
- Plutarque, Vies parallèles.
- Polybe, Histoires.
- Tacite, Annales.
- Valère Maxime, Facta et dicta memorabilia.

### Œuvres modernes
- Michael C. Alexander, Trials in the Late Roman Republic, 149 to 50 BC, University of Toronto Press, 1990.
- A. E. Astin, Scipio Aemilianus, Oxford University Press, 1968.
- John R. Bartlett, The Cambridge Bible Commentary, The First and Second Books of the Maccabees, Cambridge University Press, 1973.
- T. Corey Brennan, The Praetorship in the Roman Republic, Oxford University Press, 2000.
- T. Robert S. Broughton, The Magistrates of the Roman Republic, American Philological Association, 1952.
- ——, Supplement to The Magistrates of the Roman Republic, American Philological Association, 1960.
- Robert Henry Charles, The Apocrypha and Pseudepigrapha of the Old Testament in English, volume I, Apocrypha, Oxford University Press, 1913.
- Michael Crawford (en), Roman Republican Coinage, Cambridge University Press (1974–2001).
- Wilhelm Dittenberger, Sylloge Inscriptionum Graecarum (Collection of Greek Inscriptions, abbreviated SIG), Leipzig, 1883.
- Harriet Isabel Flower, Ancestor Masks and Aristocratic Power in Roman Culture, Oxford University Press, 1996.
- Erich S. Gruen, Roman Politics and the Criminal Courts, 149–78 B.C., Harvard University Press, 1968.
- Günther Höbl, A History of the Ptolemaic Empire, London & New York, Routledge, 2001 (originally published in 1994, translated by Tina Saavedra).
- Allan Chester Johnson, Paul Robinson Coleman-Norton, Frank Card Bourne, Ancient Roman Statutes, Clark NJ, Lawbook Exchange, 2003.
- Wolfgang Kunkel, Herkunft und soziale Stellung der römischen Juristen, Weimar, Hermann Böhlaus Nachfolger, 1952.
- David Magie, Roman Rule in Asia Minor, Princeton University Press, 1950.
- Jane F. Mitchell, "The Torquati", in Historia: Zeitschrift für Alte Geschichte, vol. 15, part 1, (January 1966), pp. 23–31.
- M. Gwyn Morgan, "'Cornelius and the Pannonians': Appian, Illyrica 14, 41 and Roman History, 143-138 B.C.", in Historia: Zeitschrift für Alte Geschichte, vol. 23, part 2 (2nd Qtr., 1974), pp. 183–216.
- Friedrich Münzer, Roman Aristocratic Parties and Families, translated by Thérèse Ridley, Johns Hopkins University Press, 1999 (originally published in 1920).
- August Pauly, Georg Wissowa, et alii, Realencyclopädie der Classischen Altertumswissenschaft (abbreviated PW), J. B. Metzler, Stuttgart (1894–1980).
- Francis X. Ryan, Rank and Participation in the Republican Senate, Stuttgart, Franz Steiner Verlag, 1998.
- Robert K. Sherk, Translated Documents of Greece and Rome, vol. 4, Rome and the Greek East to the death of Augustus, Cambridge University Press, 1984.
- Ioannis Svoronos, Ta nomismata tou kratous ton Ptolemaion, Athens, 1904.
- Ronald Syme, Roman Papers, edited by Ernst Badian and Anthony R. Birley, 7 volumes, Oxford, 1979–1991.
- ——, The Augustan Aristocracy, Oxford University Press, 1986.
- Lily Ross Taylor and T. Robert S. Broughton, "The Order of the Two Consuls' Names in the Yearly Lists", Memoirs of the American Academy in Rome, 19 (1949), pp. 3–14.
- ——, "New Indications of Augustan Editing in the Capitoline Fasti", Classical Philology, Vol. 46, No. 2 (Apr., 1951), pp. 73–80.
- —— and T. Robert S. Broughton, "The Order of the Consuls' Names in Official Republican Lists", Historia: Zeitschrift für Alte Geschichte, vol. 17, part 2 (Apr., 1968), pp. 166–172.
- ——, The Voting Districts of the Roman Republic, University of Michigan Press, 1960.
- Frank William Walbank, A Commentary on Polybius, Oxford University Press, 1979.